# Sea Fire 500
 (juillet 2017).

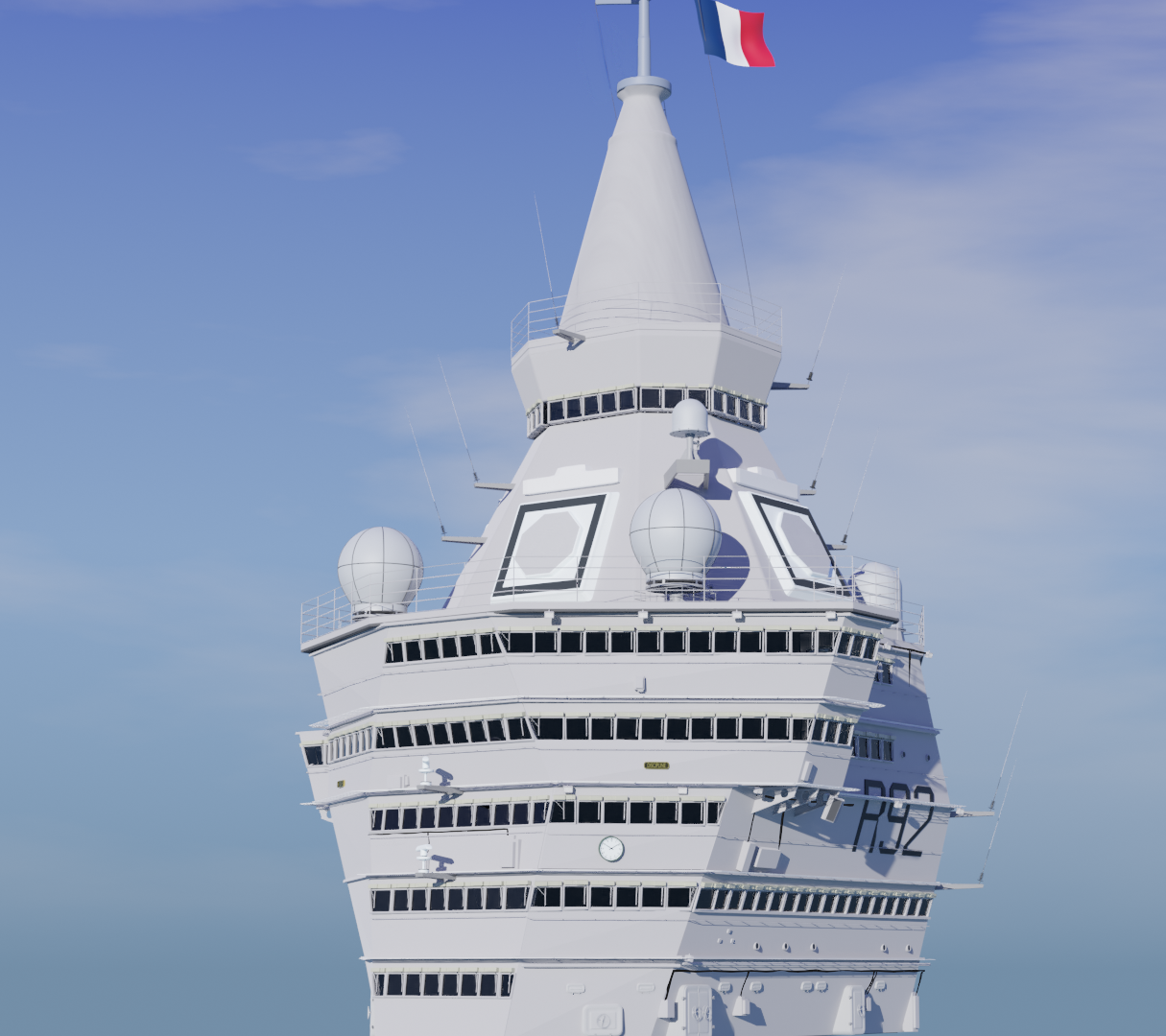
Îlot du Porte-avions de nouvelle génération, présentant un radar Sea Fire 500 sur les faces de la superstructure (entre les domes des antennes satellite).

Le Sea Fire 500 est un système de radar plaque à antenne active multifonction naval en bande S français fabriqué par Thales et qui constituera le cœur du système de combat des nouvelles frégates de défense et d'intervention de la marine nationale. Il sera également installé sur le porte-avions Charles de Gaule.

## Histoire
Le 18 octobre 2016, le ministre de la Défense Jean-Yves Le Drian a annoncé le lancement du programme de frégates de taille intermédiaire (FTI) - renommé en janvier 2019 frégates de défense et d'intervention - pour la marine nationale, ce programme comprend la première commande ferme du radar Sea Fire 500, déjà proposé par Thales pour les FREMM. Ce radar à faces planes, le premier du genre conçu en Europe occidentale, pourra également être monté sur d'autres plateformes : corvettes, frégates, destroyers et porte-avions.

## Caractéristiques

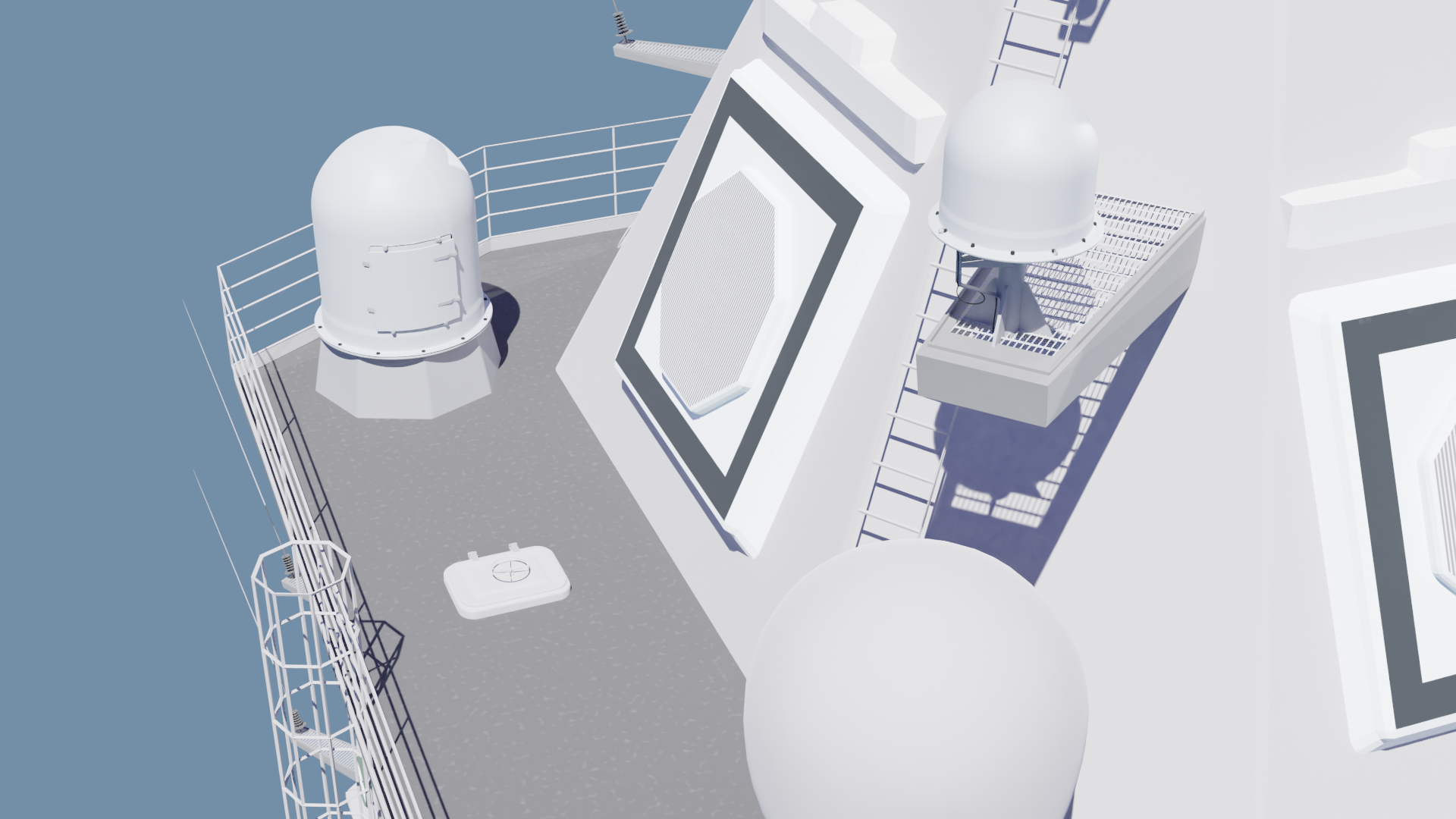
Îlot du Porte-avions de nouvelle génération, présentant un radar Sea Fire 500 sur les faces de la superstructure.

Il s'articule autour de quatre antennes carrées de 2,5 m de côté, de deux tonnes de masse chacune, constituées d'éléments en nitrure de gallium. Il est présenté par Thales comme devant surclasser tous ses concurrents internationaux, y compris les AN/SPY-1 et AN/SPY-6 américains en performances pures, et secondé par des solutions numériques d'identification des cibles au meilleur niveau mondial. L'ensemble de la chaîne de traitement et d'acquisition des données est en effet numérique, ce qui permet un bond qualitatif remarquable.
Le Sea Fire 500 peut assurer la surveillance d'une bulle aérienne de 500 km, la détection des navires de surface jusqu'à 80 km, et suivre 800 pistes simultanément. Il peut aussi être utilisé comme radar de conduite de tir pour les missiles Aster, et même comme radar météo.

## Utilisateurs

### Intégration sur le Charles de Gaulle
Il est prévu de l'intégrer sur le porte-avions Charles de Gaulle lors de son troisième arrêt technique majeur [ATM] (maintenance et traitement des obsolescences) programmé en 2027. Il se substituera aux radars DRBV-26D (surveillance aérienne) et Arabel (conduite de tir antiaérienne) et serait également en mesure de remplacer les radars DRBV-15 (reconnaissance de l’espace aérien, de la surface de la mer et d’assignation de cible en bande S) et SMART-S (reconnaissance et surveillance 3D), qui pourraient cependant être conservés en redondance. 
DGA Techniques aérospatiales [DGA TA], DGA Essais en vol [DGA EV], Airbus Helicopters et la Marine nationale mènent des essais pour vérifier que le Sea Fire 500 n’engendre pas de perturbations électromagnétiques qui pourraient entrainer des désordres dans le fonctionnement des équipements à bord du Charles de Gaulle, notamment les aéronefs. « Lorsqu’un aéronef (…) opère sur un bâtiment de surface, il subit des champs électromagnétiques forts, émis par les équipements du navire. Cet environnement peut perturber le fonctionnement des systèmes électriques et électroniques de type écrans, commandes de vol, régulation moteur, génération électrique » voire « mettre à feu une munition », indique la DGA, qui a eu recours à une chambre anéchoïque pour exposer un NH-90 à de « forts champs électromagnétiques, représentatifs de ceux émis à bord du porte-avions. Les résultats permettront de mesurer l’impact du rayonnement sur les systèmes de l’aéronef et ainsi d’augmenter leur résilience pour qu’ils restent opérationnels lors du fonctionnement du radar ».

### Liste des utilisateurs
| Marine            | Classe de navire  | Nombre de navires          | Date   | Statut                                          |
| ----------------- | ----------------- | -------------------------- | ------ | ----------------------------------------------- |
| Marine nationale  | FDI               | 5 x frégates               | 2025 - | En cours de construction/essais à la mer (2025) |
| Marine hellénique | FDI               | 3 x frégates               | 2025 - | En cours de construction/essais à la mer (2025) |
| Marine nationale  | Charles de Gaulle | 1 x Porte-avions nucléaire | 2027 - | En étude (2025)                                 |
| Marine nationale  | PANG              | 1 x Porte-avions nucléaire | 2038 - | Projet (2025)                                   |